# 280
Cette page concerne l'année 280  du calendrier julien. Pour l'année 280 av. J.-C., voir 280 av. J.-C. Pour le nombre 280, voir 280 (nombre).
L'année 280 est une année bissextile qui commence un jeudi.

## Événements
- 1er mai : prise de Jianye, capitale de Wu, par les Jin[1]. Sima Yan réunifie la Chine en annexant le Royaume de Wu.

- En Inde, début du règne de Pravarasena, roi Vakataka du Dekkan (fin en 340). Il règne de Hyderabad au Mâlvâ et sur les satrapies Scythes[2].
- Le commandant de la flotte romaine sur le Rhin, Bonosus, se fait proclamer empereur après l'incendie de la flotte par les Germains. Battu, il se pend (en 281). À Lyon, Proculus se déclare empereur, puis est mis à mort par ordre de Probus[3].
- À Alexandrie, Saturninus, chargé de la défense de l’Orient se déclare empereur. Retiré à Apamée, il y est assiégé et mis à mort[3].
- Révolte en Thébaïde, favorisée par les Blemmyes, et réprimée par les lieutenants de Probus, qui prennent Coptos et Ptolémaïs  en Égypte. L'évènement aurait alarmé le roi sassanide qui aurait envoyé un émissaire pour trouver une ouverture de paix avec Probus[4].
- Une troupe de Francs, qui avaient obtenu de l’empereur Probus la concession de terres dans la région du Pont, désirant revoir leur pays, s’emparent de navires, traversent la mer Méditerranée, franchissent le détroit de Gibraltar et réussissent sans encombre à rejoindre l’embouchure du Rhin[5].